# アメリカ合衆国環境保護庁
アメリカ合衆国環境保護庁（アメリカがっしゅうこくかんきょうほごちょう、英: United States Environmental Protection Agency, EPA）は、市民の健康保護と自然環境の保護を目的とする、アメリカ合衆国連邦政府の独立機関である。大気汚染、水質汚染、土壌汚染などが管理の対象に含まれる。
リチャード・ニクソン大統領により設立され、1970年に活動を開始した。長官はアメリカ合衆国大統領により任命される。正規の職員数は約1万8000人であり、本部は首都ワシントンD.C.にある。
日本の環境省に相当する。

## 主な取り組み

### 自動車の燃費調査
アメリカ合衆国で自動車を生産・販売する事業者は、EPAに自動車を持ち込み、当局職員による燃費テストを受けることが求められる。また、市場に出回っている自動車を抜き打ちで検査し、基準に適合しているか確認する。適合していない自動車について、調査・罰則を行う。
2012年、バラク・オバマ政権下のアメリカ合衆国環境保護庁は、2022年から2025年型車までの環境基準について技術的な評価を行い、2025年の規制値を1ガロン当たり54.5マイル（1リットル当たり23.2キロメートル）の燃費にするなどの規制を設定した。なお、この基準は地球温暖化を否定するドナルド・トランプ政権の発足に伴い、2018年8月には大幅に緩和方針が発表されている。

### エナジー・スター
1992年から、「エナジー・スター (Energy Star)」と呼ぶ電子機器の省電力を促進するプログラムを実施している。このプログラムの基準を満たしていることを示すステッカーが、現在多くのコンピュータやテレビなどの家電製品に貼付されている。コンピューターの起動時には、同様のロゴが表示されるものもある。

### 発癌性評価
EPAは様々な物質の発癌性を評価し、公表している。
設立後に人体被害の影響を考慮してDDTの製造禁止を発表している。

### 環境会計プロジェクト
1992年に環境会計プロジェクトを発足させ、国民経済計算、財務会計、管理会計のうち、管理会計（環境管理会計）に関する多くの手法が開発されてきている。1995年には民間企業、IT企業、会計士事務所などの参加により「An Introduction to Environmental Accounting as A Business Management Tool: Key Concepts And Terms 経営管理手法としての環境会計入門」を公表し、基礎的な概念を確立した。現在、環境会計プロジェクトの傘下に環境管理会計研究情報センター (EMARIC) を設立し、環境管理会計の開発が続けられている。